# Trilce (revista)
Trilce es una revista de poesía fundada por el vate chileno Omar Lara en 1964, cuyo nombre es un homenaje al poemario homónimo del poeta y escritor peruano César Vallejo.

## Historia
La revista, que nació en Valdivia como principal manifestación del grupo de poesía Trilce organizado por Omar Lara, ha tenido una vida azarosa y ha pasado por tres etapas.
Lara recuerda el inicio de esa aventura literaria así: "Una tarde marzo de 1964, una barca destartalada al mando de un botero al que bautizamos desde el primer día como Caronte, cruzó el río Calle Calle, que une (o separa) la ciudad de Valdivia de la Isla Teja. Luego de ascender un sendero empinado y abrupto cuatro jóvenes estudiantes universitarios se encaminaron hacia una oficina minúscula aledaña a la Facultad de Filosofía y Letras, y se encerraron en una confabulación poética que, luego de unas dos horas de dimes y diretes con la historia de la poesía chilena, con las ocurrencias literarias de la provincia cuna de Camilo Henríquez —fundador del periodismo chileno desde su Aurora de Chile— de quienes son y no son en las letras de la república pero, sobre todo, de la necesidad, utilidad o sentido de reunirse y organizarse de los poetas, concluimos que sí era necesario, que sí era útil y, por cierto, tenía sentido agruparnos y proyectar nuestra acción".
Los compañeros de Lara eran Claudio Molina, Enrique Valdés y Luis Zaror. En realidad, había un quinto —"que después de 1973, y sin ponernos de acuerdo, optamos por no nombrar nunca más"; "este personaje que después del golpe militar apareció firmando sus crónicas periodísticas como 'corresponsal en guerra' y vestido de uniforme"— que abandonó el grupo aquel mismo año de 1964.  
Entre las actividades importantes de Trilce "cabe destacar los encuentros de poetas realizados en la Universidad Austral, sobre todo el de 1964, donde fueron invitados los más representativos poetas de la Generación Literaria de 1950".
Al comienzo, la publicación se llamó Hojas de Poesía Trilce (los nueve primeros números aparecieron bajo este título) y un año más tarde, a partir del Nº10, adquirió el nombre que lleva hasta ahora. A los pocos meses se unió al grupo Carlos Cortínez; en 1965, Federico Schopf, en aquel entonces, joven profesor de Estética. Cerca circulaban Juan Armando Epple y Walter Hoefler, y desde Santiago viajaba Waldo Rojas. También estaban Jaime Concha, Eugenio Matus, Guillermo Araya, Gastón Gaínza, Grínor Rojo, Carlos Santander, Juan Guido Burgos, Carlos René Ibacache y, ya en los años setenta, el profesor de Filosofía y Estética Luis Oyarzún (cuando en 1972 instituyen el Premio Trilce —que quería ser anual pero que solo se otorgó ese año—, pasa a llamarse Premio de Poesía Luis Oyarzún a fines de año, cuando éste muerte; sin embargo, la historia impedirá que se dé ninguna vez).
Trilce publicó en esta época a Bertolt Brecht y a Apollinaire, a Octavio Paz y Roberto Fernández Retamar (por citar sólo algunos grandes de la poesía mundial y latinoamericana), además de a los poetas chilenos, desde Neruda a Enrique Lihn. También fue "pauta" para otras revistas de poesía que surgieron, como Tebaida, editada por la poeta e investigadora literaria Alicia Galaz.
Augusto Pinochet y la dictadura que se instaura en Chile en 1973 ponen fin a esta primera etapa de Trilce, revista de la que se habían publicado 16 números: Lara es encarcelado, y al salir en libertad después de algunos meses, parte al exilio, primero a Perú, luego a Rumania y finalmente a España. 
Fue allí, en Madrid, donde la revista vivió su segunda etapa: en 1982 Lara refundó Trilce, que "tuvo un papel destacado" entre las revistas chilenas del exilio (sacó 4 números, además de Papeles de Trilce, una publicación tamaño tabloide).

Los tiempos que corren hoy día no guardan gran parentesco con aquéllos. Una línea de quiebras profundas nos separa de ese pasado. Por otra parte sus animadores tampoco somos los mismos. Ni la jerarquía de los imperativos históricos. La reaparición de TRILCE en Europa es posible porque su necesidad siguió vigente, se hizo manifiesta largo tiempo y pre-existió a este resurgimiento. Es la prueba, quizá, del hecho que nuestra revista no había desaparecido por causa de desfallecimiento y languidez, sino por obra de una conmoción vasta frente a la cual la palabra poética es inerme
Editorial que abre la reanudación de la revista y que lo hace con el número 17.

Trilce sería una de las primeras revistas (concretamente, la segunda, después de la mexicana Le Prosa) en publicar poesías de Roberto Bolaño: lo hizo en su madrileño número 18, de julio de 1982. Luego, ya trasladada a Chile, volvería a hacerlo en el N.º 2, 1998, el mismo año en que apareció Los detectives salvajes, la novela que convertiría al chileno en un escritor de culto.
Trilce renació en su tercera etapa en Chile, esta vez en la ciudad de Concepción, al regresar Lara de su largo exilio, para convertirse en "la mejor revista literaria" del país. El nuevo número uno, de junio de 1997, estuvo dedicado al poeta Jorge Teillier. Desde entonces, la revista ha seguido publicándose, continuando su labor de divulgación de la poesía tanto chilena como latinoamericana; así, para citar sólo dos ejemplos, el número 23 está consagrado principalmente a la poesía nicaragüense y el 25 a la paraguaya.
La fecha de fundación que aparece en la revista -25 de marzo de 1964-, es la fecha de creación del Grupo Trilce.

## Premios y distinciones
- Premio de la Sociedad de Escritores de Chile 2006